# Collegio uninominale Sardegna - 02 (Senato della Repubblica 2020)
Il collegio elettorale uninominale Sardegna - 02 è un collegio elettorale uninominale della Repubblica Italiana per l'elezione del Senato della Repubblica.

## Territorio
Come previsto dalla legge n. 51 del 27 maggio 2019, il collegio è stato definito tramite decreto legislativo all'interno della circoscrizione Sardegna.
È formato dal territorio dell'intera provincia di Nuoro (74 comuni), dell'intera provincia di Oristano (87 comuni) e dell'intera provincia di Sassari (92 comuni).
Il collegio è parte del collegio plurinominale Sardegna - 01.

## Eletti
| Elezione | Elezione | Deputato      | Partito           |
| -------- | -------- | ------------- | ----------------- |
|          | 2022     | Marcello Pera | Fratelli d'Italia |

## Dati elettorali

### XIX legislatura
Come previsto dalla legge elettorale, 74 senatori sono eletti con sistema a maggioranza relativa in altrettanti collegi uninominali a turno unico.
| Candidati                                 | Candidati                 | Voti    | %     | Liste                          | Voti    | %     |
| ----------------------------------------- | ------------------------- | ------- | ----- | ------------------------------ | ------- | ----- |
|                                           | Marcello Pera ✔️ Eletto   | 142 845 | 41,37 | Fratelli d'Italia              | 74 187  | 21,49 |
| Forza Italia                              | Marcello Pera ✔️ Eletto   | 142 845 | 41,37 | 37 097                         | 10,74   |       |
| Lega per Salvini Premier                  | Marcello Pera ✔️ Eletto   | 142 845 | 41,37 | 26 219                         | 7,59    |       |
| Noi moderati/Lupi - Toti - Brugnaro - UDC | Marcello Pera ✔️ Eletto   | 142 845 | 41,37 | 5 342                          | 1,55    |       |
|                                           | Gavino Manca              | 92 940  | 26,92 | Partito Democratico-IDP        | 69 269  | 20,06 |
| Alleanza Verdi e Sinistra                 | Gavino Manca              | 92 940  | 26,92 | 13 442                         | 3,89    |       |
| +Europa                                   | Gavino Manca              | 92 940  | 26,92 | 7 423                          | 2,15    |       |
| Impegno Civico - Centro Democratico       | Gavino Manca              | 92 940  | 26,92 | 2 806                          | 0,81    |       |
|                                           | Marcello Cherchi          | 75 674  | 21,92 | Movimento 5 Stelle             | 75 674  | 21,92 |
|                                           | Antioco Valerio Zoccheddu | 14 495  | 4,20  | Azione - Italia Viva - Calenda | 14 495  | 4,20  |
|                                           | Gavino Fonnesu            | 7 460   | 2,16  | Italexit                       | 7 460   | 2,16  |
|                                           | Lucia Brocca              | 5 057   | 1,46  | Unione Popolare                | 5 057   | 1,46  |
|                                           | Patrizia Piras            | 5 048   | 1,46  | Italia Sovrana e Popolare      | 5 048   | 1,46  |
|                                           | Alessandro Goffi          | 1 739   | 0,50  | Vita                           | 1 739   | 0,50  |
| Totale                                    | Totale                    | 345 258 | 100   |                                | 345 258 | 100   |
|                                           |                           |         |       |                                |         |       |
| Schede bianche                            | Schede bianche            | 5 863   | 1,62  |                                |         |       |
| Schede nulle                              | Schede nulle              | 10 591  | 2,93  |                                |         |       |
| Votanti                                   | Votanti                   | 361 733 | 52,01 |                                |         |       |
| Elettori                                  | Elettori                  | 695 471 |       |                                |         |       |